# The End of the World (canção de Skeeter Davis)
"The End of the World" é uma canção de country pop composta pelo compositor Arthur Kent e pela letrista Sylvia Dee, que frequentemente trabalhavam em conjunto. Eles escreveram a canção para a cantora americana Skeeter Davis e sua gravação fez grande sucesso no início da década de 1960, alcançando o top 5 em quatro paradas diferentes, incluindo a segunda posição na Billboard Hot 100. A música gerou muitas versões cover.

## História
"The End of the World" é uma música triste sobre as consequências de um término romântico. Dee, a letrista, disse que se inspirou na tristeza que sentia pela morte do pai para criar a atmosfera da canção.
Skeeter Davis gravou "The End of the World" com o engenheiro de som Bill Porter em 8 de junho de 1962, no RCA Studios em Nashville produzido por Chet Atkins com Floyd Cramer no piano. Na versão de Davis, depois que ela canta inteiramente na tonalidade de Si bemol maior a música modula meio tom para a clave de sol, onde a intérprete recita os dois primeiros versos da estrofe final, antes de cantar o resto da mesma, encerrando a canção.

## Desempenho nas tabelas musicais
| Tabela (1963)                    | Pico |
| -------------------------------- | ---- |
| Australian Kent Music Report     | 32   |
| Dinamarca Hitlisten              | 6    |
| Hong Kong                        | 1    |
| New Zealand Hit Parade           | 3    |
| Filipinas                        | 1    |
| South Africa RiSA                | 3    |
| UK Singles Chart                 | 18   |
| US Billboard Hot 100             | 2    |
| US Billboard Hot Country Singles | 2    |
| US Billboard Hot R&B Singles     | 4    |
| US Billboard Easy Listening      | 1    |
| US Cash Box Top 100              | 2    |
| US Cash Box Country Singles      | 2    |

## Cover de Sonia
A cantora Sonia lançou em 1990 uma regravação pop da música "The End of The World" que foi intitulada de "End of The World".

### Resposta crítica
David Giles, do Music Week elogiou esta versão a chamado de "polida" e "uma tentativa de sofisticação da prodígio do SAW [Sonia]", e considerou que ela lideraria as paradas do Reino Unido.

### Desempenho nas tabelas musicais
| Paradas (1990)                 | Pico |
| ------------------------------ | ---- |
| Australia (ARIA Charts)        | 153  |
| Europe (Eurochart Hot 100)     | 53   |
| Irlanda (IRMA)                 | 18   |
| Luxembourg (Radio Luxembourg)  | 11   |
| Reino Unido (UK Singles Chart) | 18   |

## Outras versões
A canção foi gravada por Julie London em 1963 para seu álbum The End of the World. Dez anos depois em 1973, The Carpenters a regravaram em seu álbum Now & Then.
Durante o verão de 1966, o grupo pop sueco Mike Wallace & The Caretakers lançaram o seu cover de "The End of the World", publicada como single em agosto daquele ano, foi apoiada pela música "Whitsand Bay", escrita por Wallace, baseada no destino turístico que ele costumava visitar. Tornou-se um sucesso no Tio i Topp entrando na parada em 6 de agosto de 1966, na posição número cinco. Chegou ao topo em 27 de agosto, permanecendo por uma semana. Saiu da lista em em 29 de outubro, na posição de número 14, tendo passado 13 semanas. Na tabela de vendas Kvällstoppen entrou em 16 de agosto de 1966, na posição 18. Alcançaria seu pico de número dois em 6 de setembro, até ser ultrapassado pelos Beatles com "Yellow Submarine". Saiu em 8 de novembro, em 18° lugar, tendo passado 13 semanas na tabela.
Para capitalizar encima dos Caretakers a cantora sueca Anna-Lena Löfgren traduziu a canção em sueco sob o título de "Allt är förbi" marcando um grande sucesso em Svensktoppen por sete semanas de 9 de outubro até 19 de novembro de 1966.
Uma versão de Allison Paige alcançou a posição 72 na parada Billboard Hot Country Singles & Tracks em maio de 2000.
A Dot Wiggin Band lançou um cover de "End of the World" como a última música de seu álbum Ready! Get! Go! (2013), que Shintaro Sakamoto opinou que "realmente soa como o fim do mundo".

## Na cultura popular
"The End of the World" aparece na trilha sonora de Girl, Interrupted (1999), Fallout 4 (2015), Chilling Adventures of Sabrina (episódio: "Chapter Nineteen: The Mandrake"), durante o episódio 12 ("The Grown-Ups") da terceira temporada de Mad Men e no penúltimo episódio da série Wayward Pines. A música toca no trailer de Eternals (2021) da Marvel Studios. A canção é incluída no curta-metragem Black Eyed Susan estrelado por Denise Welch ao lado de seu filho.
Em junho de 1965, o grupo pop inglês Herman's Hermits lançou seu cover da música como lado B de seu hit internacional "I'm Henry VIII, I Am" com um ritmo mais lento. Esta versão foi ouvida durante a cena final do terceiro episódio de The Queen's Gambit. a regravação de Patti Smith pode ser escutada nos créditos finais do filme Mãe! (2017). A versão de Sharon Van Etten é utilizada em In the Shadow of the Moon (2019) e The Man In The High Castle.